# A12 (Letland)
De A12 is een hoofdweg in Letland die Riga verbindt met Rēzekne en Rusland. In Rusland sluit de weg aan op de M-9 naar Moskou. De E22, tussen Wales en Kazachstan, loopt over de gehele lengte mee.  
De A12 takt in Jēkabpils af van de A6 tussen Riga en Daugavpils. Daarna loopt de weg via loopt via Rēzekne en Ludza naar de Russische grens bij Terehova. De A12 is 166,2 kilometer lang.

## Geschiedenis
In de tijd van de Sovjet-Unie was het deel van de A12 tussen Varakļāni en Rusland onderdeel van de Russische M9. Deze weg liep van Moskou naar Riga. Na de val van de Sovjet-Unie in 1991 en de daaropvolgende onafhankelijkheid van Letland werden de hoofdwegen omgenummerd om een logische nationale nummering te krijgen. Dit deel van de M9 kreeg het nummer A12.
A1 · A2 · A3 · A4 · A5 · A6 · A7 · A8 · A9 · A10 · A11 · A12 · A13 · A14 · A15